# Węgój
Węgój (deutsch Wengoyen) ist ein Ort in der polnischen Woiwodschaft Ermland-Masuren. Er gehört zur Gmina Biskupiec (Stadt- und Landgemeinde Bischofsburg) im Powiat Olsztyński (Kreis Allenstein).

## Geographische Lage
Węgój liegt am Nordufer des Jezioro Węgój (Wengoyer See) in der nördlichen Mitte der Woiwodschaft Ermland-Masuren. Bis zur früheren Kreisstadt Rößel (polnisch Reszel) sind es 20 Kilometer in nordöstlicher Richtung, bis zur heutigen Kreismetropole und auch Woiwodschaftshauptstadt Olsztyn (deutsch Allenstein) 36 Kilometer in südwestlicher Richtung.

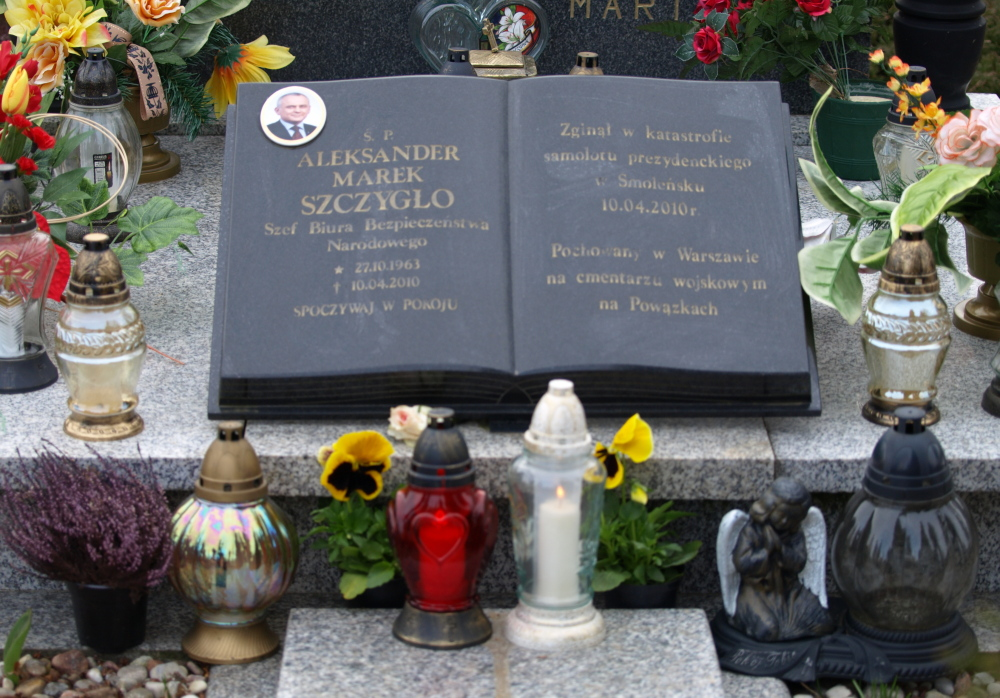
Gedenksteinplatte in Węgój für Aleksandra Szczygło

## Geschichte

### Ortsgeschichte
Bischof Heinrich III. Sorbom war 1379 der Gründer des vor 1871 Wengoien genannten Dorfes. 1785 wurde es als königliches Bauerndorf mit 19 Feuerstellen, 1820 als königliches Dorf mit 22 Feuerstellen bei 129 Einwohnern erwähnt.
Am 9. Juli 1874 wurde Wengoyen Amtsdorf und damit namensgebend für einen Amtsbezirk im Kreis Rößel im Regierungsbezirk Königsberg (ab 1905: Regierungsbezirk Allenstein der preußischen Provinz Ostpreußen).
Im Jahre 1885 waren in Wengoyen 576 Einwohner gemeldet, im Jahre 1910 waren es bereits 642. 1933 belief sich die Einwohnerzahl auf 607, 1939 auf 686.
Als 1945 in Kriegsfolge das gesamte südliche Ostpreußen an Polen fiel, erhielt Wengoyen die polnische Namensform „Węgój“. Heute ist der Ort Teil der Stadt- und Landgemeinde Biskupiec (Bischofsburg) im Powiat Olsztyński (Kreis Allenstein), von 1975 bis 1998 der Woiwodschaft Olsztyn, seither der Woiwodschaft Ermland-Masuren zugehörig. Im Jahre 2021 zählte Węgój 305 Einwohner.

### Amtsbezirk Wengoyen (1874–1945)
Bei seiner Errichtung umfasste der Amtsbezirk Wengoyen sieben Kommunen, am Ende waren es aufgrund struktureller Veränderungen noch fünf:
| Deutscher Name                                | Polnischer Name | Anmerkungen                                 |
| --------------------------------------------- | --------------- | ------------------------------------------- |
| Bukowagurra 1927–1945: Buchenberg             | Bukowa Góra     |                                             |
| Dembowo (Kolonie) 1938–1945: Diborn (Kolonie) | Dębowo          | 1905 in den Amtsbezirk Sadlowo umgegliedert |
| Groß Wolka 1938–1945: Großwolken              | Wólka Wielka    |                                             |
| Klein Wolka                                   |                 | Der Ort wurde bereits vor 1945 aufgegeben   |
| Labuch                                        | Łabuchy         |                                             |
| Neudims                                       | Najdymowo       |                                             |
| Wengoyen                                      | Węgój           |                                             |

Im Jahre 1945 bilden noch die Gemeinden Buchenberg, Großwolken, Labuch, Neudims und Wengoyen den Amtsbezirk Wengoyen.

## Kirche

### Römisch-katholisch
Im Jahre 1938 wurde Wengoyen Kirchdorf und nach der Weihe der 1937/38 erbauten Kirche eine Pfarrei, heute im Dekanat Biskupiec Reszelski im Erzbistum Ermland gelegen. Vor 1938 war Bischofsburg im damaligen Bistum Ermland der Pfarrort.

### Evangelisch
Evangelischerseits war Wengoyen vor 1945 in die Pfarrkirche Bischofsburg in der Kirchenprovinz Ostpreußen der Kirche der Altpreußischen Union eingepfarrt. Heute gehört der Ort zur Kapellengemeinde Biskupiec, einer Filialgemeinde von Sorkwity (Sorquitten) in der Diözese Masuren der Evangelisch-Augsburgischen Kirche in Polen.

## Verkehr
Węgòj liegt verkehrsgünstig an der Woiwodschaftsstraße 596, die die beiden Städte Biskupiec (Bischofsburg) und Reszel (Rößel) miteinander verbindet. Sie wird in Wėgój von einer Nebenstraße gekreuzt, die die polnische Landesstraße 57 (einstige deutsche Reichsstraße 128) bei Czerwonka (Rothfließ) mit Łabuchy (Labuch) und Stryjewo (Striewo, 1928 bis 1945 Stockhausen) verbindet. Eine Anbindung an den Bahnverkehr besteht nicht.